# Carlos Espinoza
Carlos Espinoza Sandoval (* 1945 – 2000) byl mexický zápasník – judista.

## Sportovní kariéra
V mexické judistické reprezentaci se pohyboval od poloviny šedesátých let dvacátého století v pololehké váze do 63 kg. V roce 1968 se konaly olympijské hry v Ciudad de México, ale Mezinárodní olympijský výbor ještě před olympijskými hrami v Tokiu v roce 1964 judo nezařadil do programu olympijských her v roce 1968. Od roku 1970 startoval ve vyšší lehké váha do 70 kg. V roce 1972 však pravděpodobně kvůli jeho zranění, mexický olympijský výbor nominoval na olympijské hry v Mnichově teprve sedmnáctiletého Raúla Foullóna. Po skončení sportovní kariéry se věnoval trenérské práci v univerzitním klubu UNAM. Zemřel předčasně v roce 2000 na následky onemocnění hepatitis.

## Výsledky v judu
| Turnaj                  | 1966           | 1967           | 1968           | 1969           | 1970       | 1971       | 1972       |
| Turnaj                  | 21             | 22             | 23             | 24             | 25         | 26         | 27         |
| Turnaj                  | pololehká váha | pololehká váha | pololehká váha | pololehká váha | lehká váha | lehká váha | lehká váha |
| ----------------------- | -------------- | -------------- | -------------- | -------------- | ---------- | ---------- | ---------- |
| Olympijské hry          |                |                |                |                |            |            | —          |
| Mistrovství světa       |                | úč.            |                | úč.            |            | úč.        |            |
| Panamerické hry         |                | ?              |                |                |            |            |            |
| Panamerické mistrovství |                |                | 5.             |                | ?          |            | ?          |
| Středoamerické a k. hry | 2.             |                |                |                | 1.         |            |            |